# Pseudoflustra anderssoni
Pseudoflustra anderssoni är en mossdjursart som beskrevs av Arnold Girard Kluge 1946. Pseudoflustra anderssoni ingår i släktet Pseudoflustra och familjen Smittinidae. Inga underarter finns listade i Catalogue of Life.